# 川合全弘
川合 全弘（かわい まさひろ、1953年7月 - ）は、日本の政治学者、思想史家。京都産業大学法学部教授。専門はドイツを中心とする西洋の政治思想史、特にエルンスト・ユンガーの思想に関する研究、および西洋政治史・外交史研究など。
1976年、京都大学法学部卒業、1981年、京都大学大学院法学研究科政治学専攻単位取得退学。京都大学法学部助手を経て、京都産業大学教員となり、総合学術研究所所員、世界問題研究所所員、法学部長などを務めた。

## 著書

### 単著
- 『再統一ドイツのナショナリズム――西側結合と過去の克服をめぐって』(Minerva21世紀ライブラリー)（2003年4月、ミネルヴァ書房）ISBN 978-4623037926

### 訳書
- エルンスト・ユンガー『追悼の政治――忘れえぬ人々／総動員／平和』（2005年1月、月曜社）ISBN 978-4901477147、増補改訂版、『ユンガー政治評論選』（2016年5月、月曜社）
- エルンスト・ユンガー『労働者――支配と形態』（2013年8月、月曜社）ISBN 978-4865030051